# BRM P180
Chronologie des modèles
La BRM P180 est la monoplace de Formule 1 engagée par l’écurie BRM dans le cadre du championnat du monde de Formule 1 1972. Conçue par Tony Southgate (en), elle est propulsée par un moteur V12 atmosphérique de 3,0 litres. Une de ses principales caractéristiques est que les radiateurs sont déplacés vers l'arrière de la voiture, permettant au nez de la voiture d'être très large et plat.  Elle a concouru dans cinq Grands Prix du Championnat du Monde, avec un total de sept inscriptions individuelles. La voiture n'a marqué aucun point au Championnat du Monde, son meilleur résultat étant une huitième place au Grand Prix d'Italie.

## Historique
La voiture débute au Grand Prix d'Espagne, avec Peter Gethin, par un abandon à cause d'une panne moteur.  
Howden Ganley la pilote à Monaco et abandonne après un accident.
La voiture ne réapparaît qu'au Grand Prix d'Italie, pilotée par Jean-Pierre Beltoise qui termine huitième. 
Le Français est rejoint par le Canadien Bill Brack au Canada ; Brack sort de piste et abandonne, de même que Beltoise, sur fuite d'huile. 
Au Grand Prix des États-Unis, Brian Redman, qui remplace Brack, abandonne sur panne moteur et  Beltoise sur panne d'allumage. 